# Circeis vitreopsis
Circeis vitreopsis är en ringmaskart som beskrevs av Rzhavsky 1992. Circeis vitreopsis ingår i släktet Circeis och familjen Serpulidae. Inga underarter finns listade i Catalogue of Life.